# ヴィリ・シュルツ
ヴィリ・シュルツ（Willi Schulz、1938年10月4日 -）は、ドイツの元サッカー選手。ポジションはディフェンダー（センターバック）。

## 経歴
シュルツは1960年にシャルケ04で選手経歴を開始した。1963年にブンデスリーガが創設され、最初のシーズンを8位で終えたが、1964-65シーズンは最下位となり2部リーグ降格が決まると、1965年からはハンブルガーSVに移籍した。
ハンブルクではウーヴェ・ゼーラーらと共に、1968年のUEFAカップウィナーズカップ準優勝に貢献した。またセンターバックだけでなく守備的MFとしてもプレーするなど守備の中心選手として活躍をみせ、1960年代後半から1970年代初頭のドイツサッカー界においてトップクラスのディフェンダーとしての評価を得た。シュルツは1973年に現役を引退し、同年4月24日にハンブルク対世界選抜の試合という形で引退試合が行われた（試合は2-5で世界選抜の勝利）。
西ドイツ代表としてはアマチュア選手時代にデットマール・クラマーの推薦を受け、1959年12月のユーゴスラビア戦で代表デビューをした。ワールドカップでは1962年のFIFAワールドカップ・チリ大会ベスト8進出、1966年のFIFAワールドカップ・イングランド大会準優勝、1970年のFIFAワールドカップ・メキシコ大会3位入賞に貢献した。シュルツは1970年のメキシコ大会準決勝、イタリア戦を最後に代表から退くまで国際Aマッチ66試合に出場した。